# Чорний Потік (струмок)
Чорний Потік — струмок в Словаччині (витоки) й Україні, у Великоберезнянському районі Закарпатської області. Права притока Уга (басейн Дунаю).

## Опис
Довжина струмка приблизно 4,3 км.

## Розташування
Бере початок на південному сході від Новоселіці. Тече переважно на північний схід і в Стужиці впадає у річку Уг, праву притоку Ужа.